# Brahmin
En brahmin (af sanskrit ब्राह्मण brāhmaṇa) er i det traditionelle indiske samfund en hindu-præst eller et medlem af den øverste kaste.
Ordet må ikke forveksles med det beslægtede brahman (ब्रह्म), der betegner verdensaltet.
| Religion | Spire Denne religionsartikel er en spire som bør udbygges. Du er velkommen til at hjælpe Wikipedia ved at udvide den. |